# Pyramid Island (Alaska)
Pyramid è una piccola isola che fa parte delle isole Rat, un gruppo delle Aleutine occidentali e appartiene all'Alaska (USA). Si chiama così a causa della sua forma. Si trova tra le isole Khvostof e Davidof est dell'isola di Kiska.